# Video Cassette Recording
Uppslagsordet ”VCR” leder hit. Se även: videobandspelare

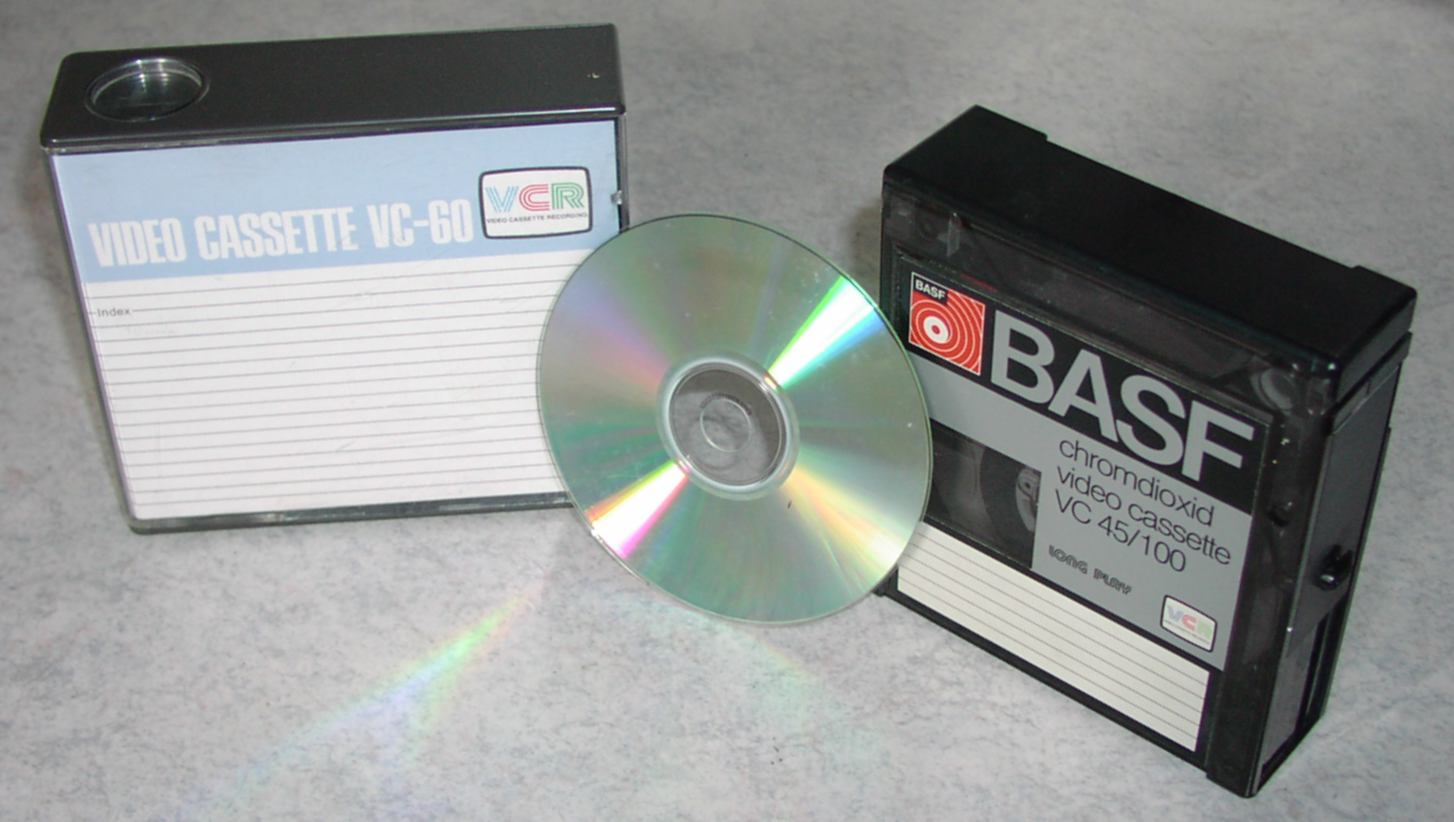
VCR-kassetter med CD som storleksjämförelse.

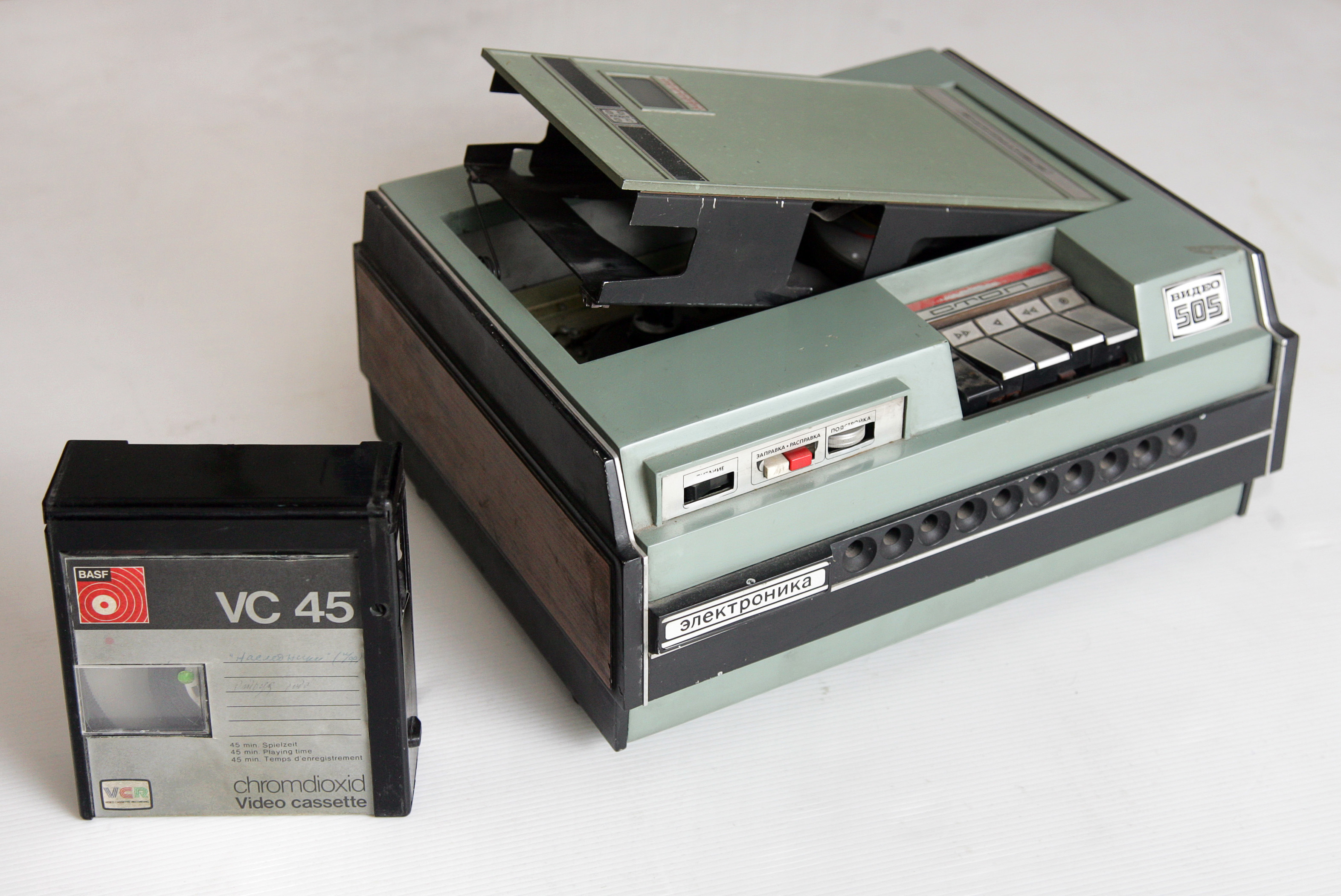
En VCR-spelare med en kassett

Video Cassette Recording (VCR) är ett tidigt format för videobandspelare och introducerades 1972 av Philips. Då 1970-talets elektronikrevolution ännu var i sin linda, var VCR-spelarna stora och otympliga därför att de byggdes med diskreta elektronikkomponenter (dvs innan specialdesignade integrerade kretsar hade börjat användas).
Media till formatet baserades på 1/2-tums band, precis som senare VHS och Video 2000. Speltiden var 30, 45, 60 och som mest 70 minuter. För att uppnå maximal speltid användes band med extra tunn bas, varför ett vanligen förekommande fel var att banden brast.
Mekaniken i dessa tidiga videobandspelare var komplicerad och visade sig vara opålitlig. Dessutom var både spelare och kassetter dyra för sin tid; En spelare kostade ca två månadslöner (arbetare) och en kassett en dagslön. Dessa begränsningar gjorde att det var mest skolor och företag som hade råd att köpa dessa maskiner.

## Varianter
- VCR-LP (Video Cassette Recording - Long Play) Detta format är ett förbättrat VCR-derivat, där man halverade bandhastigheten för att uppnå dubbel speltid. Dessutom utvecklades en ny bandtyp till VCR-LP maskiner som var fysiskt tunnare så att längre band fick plats i kassetten. Härigenom uppnåddes en speltid på 3 timmar. Dessa band hade dock ännu större problem med tendensen att brista eftersom de var för tunna.
- SVR (Super Video Recording) Ett tredje VCR-derivat kunde spela in dubbelt så mycket på VCR-kassetten som på en VCR-LP och uppnådde därmed 6 timmars speltid. Endast  en enda  modell, SVR 4004, stödde detta format och tillverkades av Grundig. Den var bara i produktion i ett år innan man övergick till det nya formatet Video 2000.